# Ellipteroides uniplagiatus
Ellipteroides uniplagiatus är en tvåvingeart som först beskrevs av Alexander 1937.  Ellipteroides uniplagiatus ingår i släktet Ellipteroides och familjen småharkrankar. Inga underarter finns listade i Catalogue of Life.